# Oynama
Oynama è il brano di Emre Altuğ a essere estratto nel 2003 dall'album Sıcak.